# Liste der Baudenkmäler in Markt Wald

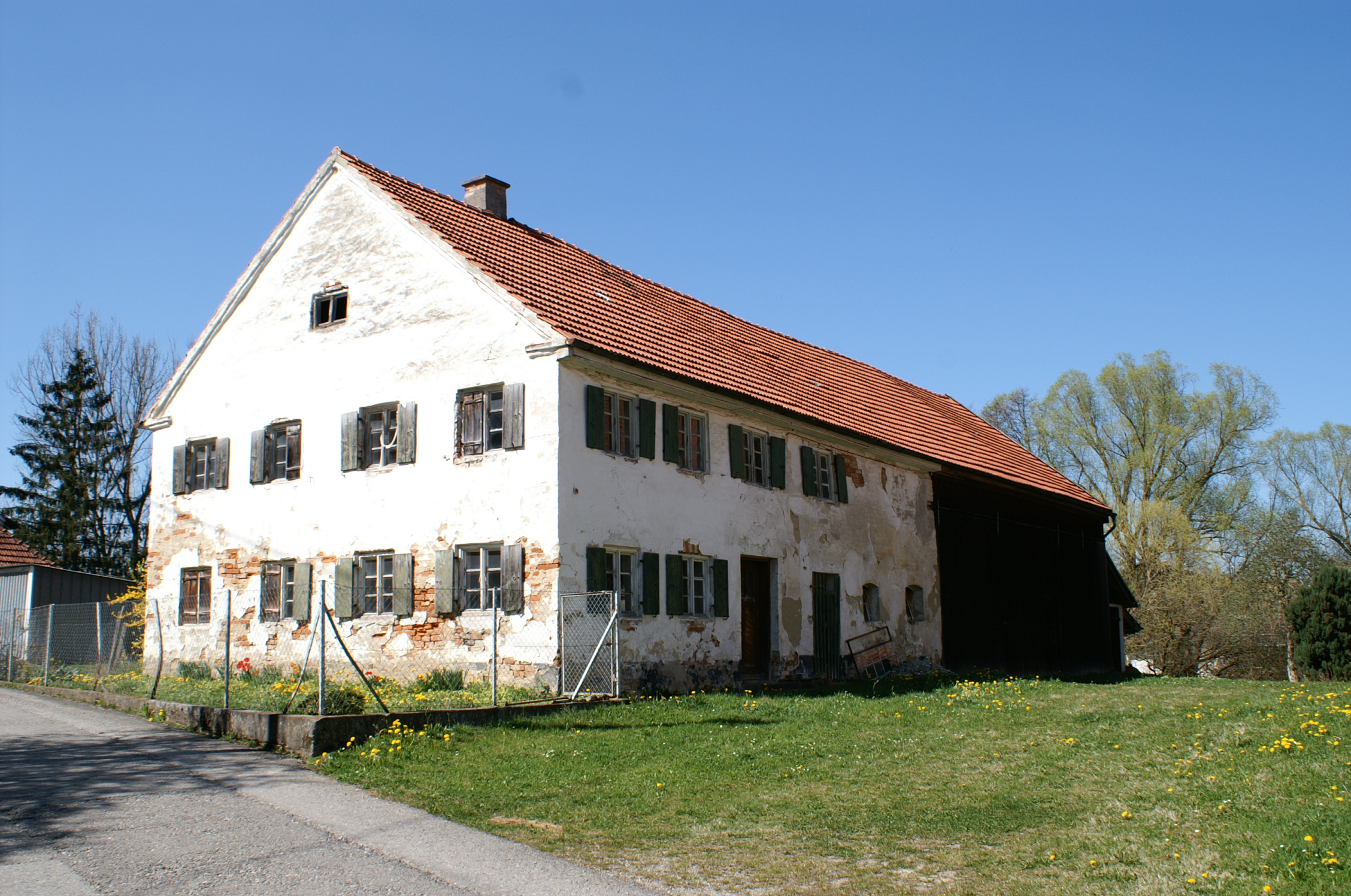
Mittelschwäbisches Bauernhaus in Immelstetten

Auf dieser Seite sind die Baudenkmäler in dem schwäbischen Markt Markt Wald zusammengestellt. Diese Tabelle ist eine Teilliste der Liste der Baudenkmäler in Bayern. Grundlage ist die Bayerische Denkmalliste, die auf Basis des Bayerischen Denkmalschutzgesetzes vom 1. Oktober 1973 erstmals erstellt wurde und seither durch das Bayerische Landesamt für Denkmalpflege geführt wird. Die folgenden Angaben ersetzen nicht die rechtsverbindliche Auskunft der Denkmalschutzbehörde.

## Baudenkmäler nach Ortsteilen

### Markt Wald
| Lage                                                 | Objekt                              | Beschreibung | Akten-Nr.              | Bild                        |
| ---------------------------------------------------- | ----------------------------------- | --- | ---------------------- | --------------------------- |
| Christoph-Scheiner-Straße 1 (Standort)               | Ehemaliges Mesnerhaus               | langgestreckter zweigeschossiger Satteldachbau mit Wohn- und Wirtschaftsteil, um 1850/60 | D-7-78-169-18          | Ehemaliges Mesnerhaus       |
| Christoph-Scheiner-Straße 3 (Standort)               | Pfarrhaus                           | zweigeschossiger Satteldachbau mit profiliertem Traufgesims, 1719 | D-7-78-169-1           | weitere Bilder              |
| Christoph-Scheiner-Straße 5 (Standort)               | Kath. Pfarrkirche Mariä Himmelfahrt | Saalbau mit Stichkappentonne und eingezogenem Chor, nördlicher Turm mit Zeltdach, Ende 15. Jahrhundert, Umgestaltung 1696, Umbau durch Michael Stiller 1727–30, Umgestaltung 1870, Turmobergeschoss 1980 erneuert; mit Ausstattung                                                                       | D-7-78-169-3           | weitere Bilder              |
| Hauptstraße (Standort)                               | Ehemalige Schmiede                  | erdgeschossiger Satteldachbau mit Rundbogenfenstern, erste Hälfte 19. Jahrhundert | D-7-78-169-6           | weitere Bilder              |
| Hauptstraße 22 (Standort)                            | Ehemaliger Gasthof zur Post         | zweigeschossiger Satteldachbau mit Ladeluken, 18. Jahrhundert | D-7-78-169-4           | Ehemaliger Gasthof zur Post |
| Hauptstraße 23 (Standort)                            | Ehemaliges Schloss                  | später Fürstlich Fuggersche Oberförsterei, dreigeschossiger Walmdachbau mit zwei Ecktürmen und einem Treppenturm, über (rekonstruierten) Zwiebelhauben gusseiserne Geweihe, im Kern nach 1525, Umgestaltung durch Michael Stiller 1747/48, Dachwerk des Walmdachbaus 1747 (dendrochronologisch datiert). | D-7-78-169-5           | weitere Bilder              |
| Hauptstraße 23 (Standort)                            | Ehemaliges Schloss                  | Gartenhaus, Zeltdachbau, 18. Jahrhundert | D-7-78-169-5 zugehörig | Ehemaliges Schloss          |
| Hauptstraße 23 (Standort)                            | Ehemaliges Schloss                  | Gartenmauer mit Torpfeilern, 18. Jahrhundert; | D-7-78-169-5 zugehörig | Ehemaliges Schloss          |
| Kapellen-Feld (an der Straße nach Bürgle) (Standort) | Feldkapelle                         | kleiner Rechteckbau mit Satteldach und Profilgesimsen, 18./19. Jahrhundert | D-7-78-169-8           | Feldkapelle                 |

### Anhofen
| Lage                         | Objekt                      | Beschreibung                                                                              | Akten-Nr.    | Bild           |
| ---------------------------- | --------------------------- | ----------------------------------------------------------------------------------------- | ------------ | -------------- |
| Buchbergstraße 10 (Standort) | Kapelle Unserer Lieben Frau | schlichter Bau mit halbrundem Schluss und Dachreiter mit Spitzhelm, 1824; mit Ausstattung | D-7-78-169-9 | weitere Bilder |

### Bürgle
| Lage                 | Objekt  | Beschreibung | Akten-Nr.     | Bild           |
| -------------------- | ------- | --- | ------------- | -------------- |
| Bürgle 10 (Standort) | Kapelle | kleiner Bau mit dreiseitigem Schluss und Dachreiter mit Spitzhelm über Konsolen, 18. Jahrhundert; mit Ausstattung | D-7-78-169-10 | weitere Bilder |

### Immelstetten
| Lage                     | Objekt                      | Beschreibung | Akten-Nr.     | Bild           |
| ------------------------ | --------------------------- | --- | ------------- | -------------- |
| Kirchstraße 5 (Standort) | Pfarrhaus                   | zweigeschossiger Satteldachbau mit profiliertem Traufgesims, 1706 | D-7-78-169-12 | weitere Bilder |
| Kirchstraße 9 (Standort) | Kath. Pfarrkirche St. Vitus | flachgedeckter Saalbau mit eingezogenem Chor unter flacher Stichkappentonne und nördlichem Turm mit Zwiebelhaube, im Kern spätmittelalterlich, Umbau durch Valerian Brenner 1711; mit Ausstattung | D-7-78-169-13 | weitere Bilder |
| Mitterfeld (Standort)    | Kapelle Maria Einsiedeln    | kleiner Rechteckbau mit halbrundem Schluss, geschweifter Giebel mit zwei Pilastern und Vierpassöffnungen, wohl erstes Viertel 18. Jahrhundert; mit Ausstattung                                    | D-7-78-169-11 | weitere Bilder |

### Oberneufnach
| Lage                            | Objekt            | Beschreibung | Akten-Nr.     | Bild           |
| ------------------------------- | ----------------- | --- | ------------- | -------------- |
| Neufnachtalstraße 44 (Standort) | Bauernhaus        | zweigeschossiger Wohnteil mit Satteldach und Giebelgesimsen, Wirtschaftsteil erneuert, 18. Jahrhundert                                        | D-7-78-169-14 | Bauernhaus     |
| St.-Josefs-Weg 3 (Standort)     | Kapelle St. Josef | Saalbau mit eingezogenem Chor und südlichem Turm mit Turm mit Zwiebelhaube, Chor um 1687, übriger Bau Anfang 18. Jahrhundert; mit Ausstattung | D-7-78-169-15 | weitere Bilder |

### Schnerzhofen
| Lage                         | Objekt                                   | Beschreibung | Akten-Nr.     | Bild           |
| ---------------------------- | ---------------------------------------- | --- | ------------- | -------------- |
| Karwendelstraße 1 (Standort) | Wallfahrtskapelle St. Antonius von Padua | pilastergegliederter Bau über kreuzförmigem Grundriss, in der Mitte Rotunde mit kegelartigem Dach, östlicher und westlicher Anbau jeweils mit Dachreiter mit Zwiebelhaube, in westlichem Anbau Eremitenwohnung, 1681, Erweiterung durch Matthäus Stiller 1706–08; mit Ausstattung | D-7-78-169-16 | weitere Bilder |

### Steinekirch
| Lage                      | Objekt                              | Beschreibung | Akten-Nr.     | Bild           |
| ------------------------- | ----------------------------------- | --- | ------------- | -------------- |
| Steinekirch 27 (Standort) | Katholische Filialkirche St. Ulrich | spätgotischer Saalbau mit eingezogenem Chor und nördlichem Satteldachturm, wohl 15. Jahrhundert, Umbau um 1700; mit Ausstattung | D-7-78-169-17 | weitere Bilder |

## Ehemalige Baudenkmäler
In diesem Abschnitt sind Objekte aufgeführt, die früher einmal in der Denkmalliste eingetragen waren, jetzt aber nicht mehr. Objekte, die in anderem Zusammenhang also z. B. als Teil eines Baudenkmals weiter eingetragen sind, sollen hier nicht aufgeführt werden. Aktennummern in diesem Abschnitt sind ehemalige, jetzt nicht mehr gültige Aktennummern.

| Lage                                              | Objekt      | Beschreibung                   | Akten-Nr.    | Bild     |
| ------------------------------------------------- | ----------- | ------------------------------ | ------------ | -------- |
| Markt Wald Christoph-Scheiner-Straße 4 (Standort) | Hl. Michael | Holzfigur, um 1700             | D-7-78-169-2 | BW       |
| Markt Wald Hauptstraße 58 (Standort)              | Ausleger    | Schmiedeeisen, 18. Jahrhundert | D-7-78-169-7 | Ausleger |